# Квалификације за Конкакафов шампионат 1985.
Квалификациона рунда:
Ове квалификације су служиле за квалификације за Светско првенство у фудбалу и за Конкакафов шампионат. 
У квалификацијама за Светско првенство за 1986. годину је уврштено 18 репрезентација. Конкакаф је имао 2 места на СП, где је Мексико аутоматски обезбедио учешће као домаћин Светског првенства. Преосталих 17  репрезентација се борила за преостало слободно место за Светско првенство 1986.
За Конкакафов шампионат Гватемала је била слободна и директно се пласирала. Преосталих 16 тимова су упарени да играју нокаут мечеве по принципу код куће и у гостима. Победници су се пласирали на Конкакафов шампионат 1985.

## Утакмице и резултати
| Салвадор                                                                                        | 5 : 0 | Порторико |
| ----------------------------------------------------------------------------------------------- | ----- | --------- |
| Евер Ернандез 6’ 19’ · Хосе Мариа Ривас 28’ · Маурисио Алваро 45’ · Дагоберто Лопез Медрано 82’ |       |           |

| Порторико | 0 : 3 (0 : 8 укупно) | Салвадор                                                             |
| --------- | -------------------- | -------------------------------------------------------------------- |
|           |                      | Луис Рамирез Запата 1’ · Хосе Мариоа Ривас 12’ · Маурисио Алваро 80’ |

Салвадор се квалификовао за групни део финала.
| Канада | Победа Канаде | Јамајка  |
| ------ | ------------- | -------- |
|        |               | Одустала |

Јамајка је одустала па се Канада квалификовала за групни део финала.
| Холандски Антили | 0 : 0 | Сједињене Државе |
| ---------------- | ----- | ---------------- |
|                  |       |                  |

| Сједињене Државе                                           | 4 : 0 (4 : 0 укупно) | Холандски Антили |
| ---------------------------------------------------------- | -------------------- | ---------------- |
| Анџело Дибернардо 50’ · Ад Кокер 58’, 67’ · Ерхард Кап 85’ |                      |                  |

Сједињене Државе су се квалификовао за групни део финала.
| Костарика | Победа Костарике | Барбадос |
| --------- | ---------------- | -------- |
|           |                  | Одустала |

Барбадос је одустао па се Костарика квалификовала за групни део финала.
| Панама | 0 : 3 | Хондурас                                         |
| ------ | ----- | ------------------------------------------------ |
|        |       | Хосе Роберто Фигероа 50’ 78’ · Едуардо Лаинг 71’ |

| Хондурас                  | 1 : 0 (4 : 0 укупно) | Панама |
| ------------------------- | -------------------- | ------ |
| Хосе Роберто Фигероа] 67’ |                      |        |

Хондурас се квалификовао за групни део финала.
| Тринидад и Тобаго | Победа ТиТ | Гренада  |
| ----------------- | ---------- | -------- |
|                   |            | Одустала |

Гренада је одустала па се Тринидад и Тобаго квалификовао за групни део финала.
| Антигва и Барбуда | 0 : 4 | Хаити                                          |
| ----------------- | ----- | ---------------------------------------------- |
|                   |       | Максиме Августе 20’ 31’ 87’ · Кеслин Томас 51’ |

| Хаити           | 1 : 2 (5 : 2 укупно) | Антигва и Барбуда                         |
| --------------- | -------------------- | ----------------------------------------- |
| Едвард Ворб 33’ |                      | Евертон Гонзалвес 17’ · Елвис Робертс 56’ |

Хаити се квалификовао за групни део финала.
| Суринам           | 1 : 0 | Гвајана |
| ----------------- | ----- | ------- |
| Јакоб Едвардс 77’ |       |         |

| Гвајана          | 1 : 1 (1 : 2 укупно) | Суринам             |
| ---------------- | -------------------- | ------------------- |
| Теренс Арчер 36’ |                      | Умберто Клинкер 58’ |

Суринам се квалификовао за групни део финала.

## Голгетери
3. гола
- Максим Август
- Хосе Роберто Фигероа